# Mindörökké Batman
A Mindörökké Batman (Batman Forever) Joel Schumacher által rendezett, 1995-ben bemutatott amerikai–brit szuperhős film. A felvétel, a DC Comics által kitalált szuperhőst, Batmant helyezi a középpontba. A filmben ezúttal Val Kilmer játssza a sötét lovagot, olyan sztárok mellett, mint Tommy Lee Jones, Jim Carrey, Nicole Kidman és Chris O’Donnell. A Mindörökké Batman történetében a főhős megpróbálja megállítani Gotham Cityben Kétarcot (Jones) és szövetségesét, Rébuszt (Carrey). Közben szövetségre talál Dr. Chase Meridianben és Robinban.

## Cselekmény
A film elején azt láthatjuk, hogy Batmant (Val Kilmer) tőrbe csalja egy szökött bűnöző, Kétarc (Tommy Lee Jones). Korábban Harvey Dentnek hívták őt, s Gotham City államügyészeként dolgozott. Batman sikeresen meghiúsítja a bűnöző tervét, elkapnia azonban nem sikerül azt. Másnap Bruce ellátogat az egyik félreeső cégéhez, ahol találkozik egy Edward Nygma (Jim Carrey) nevű feltalálóval, aki nem mellesleg  Wayne szenvedélyes rajongója. Edward be is mutatja a példaképének az új találmányát, ám az nem ad neki engedélyt a kísérletei folytatásához, mivel az véleménye szerint nagy veszélyt jelentene az emberekre. Az eset után Edwardot el akarja bocsátani a főnöke, azonban a férfi - öngyilkosságnak beállítva - megöli azt. Ezután Nygma felmond a cégnél, majd pedig önző célokra használva úgy dönt, folytatja a megkezdett kísérleteit, sőt használni is fogja a találmányát.
Ezután Wayne randevúzni kezd a pszichológusával, Dr. Chase Meridiannel (Nicole Kidman) – aki szenvedélyes rajongója Batmannek – , akit egy cirkuszi előadásra is elhív. Az eseményen megjelenik Kétarc és felszólítja az embereket arra, hogy adják át neki Batmant; ha pedig a hős a közönség soraiban ül, akkor feddje fel magát, ellenkező esetben mindenkit felrobbant. Közben a Repülő Graysonok nevű artistacsoport is akcióba lép, végül a legfiatalabbnak, Richardnak sikerül a folyóba dobnia a bombát. Míg Dick a bombával van elfoglalva, Kétarc megöli a családját.
A szörnyű eset után Wayne úgy dönt, hogy Dick gyámja lesz, a fiatalember azonban nem vágyik a társaságra. Hosszas beszélgetés után Bruce-nak végül sikerül maradásra bírnia a fiút. Közben Nygma a gonosz Rébusszá válik és szövetséget köt Kétarccal. Céljuk megölni Batmant. Mielőtt tervüket megvalósítanák, Nygma bemutatja új találmányát, amivel ki akarja szívni az emberek tudását a fejükből. Egy általa szervezett összejövetelen sikerül tőrbe csalnia Wayne-t, így megtudják, hogy ki is valójában Batman.
Wayne eközben eldönti, végez a múltjával és megpróbál normális életet élni. Ám amikor Chase-szel van, a Wayne Kastélyt megtámadja Rébusz és Kétarc, aki Wayne-re lő, miközben Rébusz felrobbantja a Bat-barlangot. Mikor Wayne magához tér, eldönti, hogy ismét Batman lesz. Megjelenik Dick új öltözékben, és segítséget ajánl Batmannek. Végül ketten indulnak Nygma szigetére.
A végső összecsapás során Batman elpusztítja Nygma találmányát, megmenti Robint és Chase-t, valamint elintézi Kétarcot is.
Az utolsó jelenetben láthatjuk, amint Chase az Arkhami Elmegyógyintézetbe megy Rébuszhoz. Rébusz azt állítja, tudja ki Batman, ám az elmezavara és a Bruce Wayne iránti rajongása következtében magát hiszi a Denevérembernek. Chase kint találkozik Bruce-szal, biztosítja, a titka biztonságban van.

## Szereplők
| Szerep                    | Színész           | Magyar hang       | Leírás |
| ------------------------- | ----------------- | ----------------- | --- |
| Bruce Wayne / Batman      | Val Kilmer        | Forgács Péter     | Miután rátalál apja naplójára, elkezdi kétségbe vonni bosszú iránti elkötelezettségeit. Bruce bűnüldözőként küzd kettős azonosságával, miközben romantikus kapcsolatba keveredik Chase Meridian doktornővel. |
| Harvey Dent / Kétarc      | Tommy Lee Jones   | Rajhona Ádám      | Gotham City államügyésze volt amíg egy tárgyaláson savat nem öntöttek az arcára, aminek következtében arcának egyik fele rettenetesen eltorzult. Így vált belőle egy kettős személyiségű őrült, aki magát „Kétarcnak” nevezi. Célja megölni Batmant.                                                               |
| Dr. Edward Nygma / Rébusz | Jim Carrey        | Háda János        | A Wayne Enterprises egyik korábbi alkalmazottja, akit új találmánya veszélyei miatt bocsátottak el. Nygma Bruce Wayne-nel kapcsolatban pszichológiai megszállottá válik, majd felveszi a Rébusz álnevet és bűntetteinek helyszínén rébuszokat és rejtvényeket hagy hátra.                                          |
| Dr. Chase Meridian        | Nicole Kidman     | Kiss Erika        | Bruce Wayne pszichológusa, aki iránt romantikus szálak fűzik. Megszállottja Batman személyiségének. |
| Dick Grayson / Robin      | Chris O’Donnell   | Dévai Balázs      | Egy cirkuszi akrobata, akinek családját egy előadáson megöli Kétarc, majd Bruce Wayne gyám alá veszi. Wayne ugyanazt a bosszút látja Dickben, mint amilyet saját szülei halála után érzett. Miután rátalál a denevérbarlangra, csatlakozni akar Waynehez a bűnüldözésben. Így válik belőle Batman hű társa, Robin. |
| Alfred Pennyworth         | Michael Gough     | Szabó Ottó        | Bruce és Dick hűséges komornyikja. |
| James Gordon              | Pat Hingle        | Dobránszky Zoltán | Gotham City rendőrfelügyelője. |
| Sugar                     | Drew Barrymore    | Biró Anikó        | Kétarc "jó" segítője. |
| Spice                     | Debi Mazar        |                   | Kétarc "rossz" segítője. |
| Fred Stickley             | Ed Begley, Jr.    |                   | Edward Nygma főnöke a Wayne Enterprisesnál. |
| Gossip Gerty              | Elizabeth Sanders |                   | |
| Dr. Burton                | René Auberjonois  |                   | Az Arkhami Elmegyógyintézet doktora. |

## Produkció

### Előkészületek
A Batman visszatér bemutatása után a producerek olyan határozott elképzelésekkel indultak, hogy egy nagyobb Batman-filmet csinálnak. Batman karakterének kitalálója Bob Kane úgy gondolta, a Batman és a Batman visszatér című filmek sötét hangulatával ellentétben a harmadik résznek valamivel vidámabbnak kell lennie. A rendező, Joel Schumacher teljesen új irányzatot talált ki a filmnek, vissza akart kanyarodni a képregény gyökereihez, valamint a sorozat azon részeinek hangulatához, amik az 1940-es évek és az 1950-es években jelentek meg. A Warner Brothers stúdió azt akarta, találják ki újra a figurát. Miután biztossá vált, hogy Burton nem vállalja a harmadik részt Sam Raimi felajánlotta direktori szolgálatait a stúdiónak. De a Warner vezetői szerint ő nem volt elég nagy név egy megaprodukcióhoz. Később mégis ő csinált bombasikert a Pókember filmekből. Mikor a producerek felkérték Schumachert a film rendezésére, elment az előző két rész direktorához, Tim Burtonhez, mivel személyes jó barátok voltak és a rendező eredetileg még mindig Burtonnek akarta szánni a projektet. Ám Burton megint visszautasította az ajánlatot, majd a mozi készítése során producerré kezdett válni és szabad kezet adott Schumachernek.

### Forgatókönyv
A forgatókönyv első vázlatát Janet Scott Butcher és Lee Butcher írta. Ebben a történetben Edward Nygma, aki később Rébusz lesz, eredetileg tudós, aki egy Sidney nevű patkányt tart háziállatként. Ám a rendezőnek nem tetszett ez az ötlet, mivel elképzelései nagyban eltértek a két forgatókönyvírójától, bár Schumacher később bevallotta, hogy ez a sztori nagyban segítette a film elkészültét. Burton eredeti harmadik részében Rébusz lett volna az egyetlen gonosz, Kétarchoz Joel Schumacher ragaszkodott.
Ezután Akiva Goldsmant bízták meg a film megírásával. Ő egy pszichológiailag valós történetet akart csinálni, pátosszal, aggodalommal és olyan tulajdonságokkal akarta felruházni a szereplőket, amikkel lassan, de biztosan belépést nyerhetnek a képregény-filmekbe.
Will Shortz a Nemzeti Rádió rejtvényfelelőse és a The New York Times keresztrejtvény-készítője alkotta meg a Rébusz rébuszait.
A filmben van egy jelenet, amikor Kétarc addig dobálja az érméjét, amíg olyan eredményt nem kap, amely megfelel neki. A képregényben ez elképzelhetetlen lett volna, mivel ott Kétarc feltétel nélkül hisz érmedobásai eredményében.

### Szereposztás
Mikor Schumacher elkezdte a filmet, Batman szerepére Michael Keatont szánta, aki az első két részben is játszotta a sötét lovagot. Ám Keaton nem akarta elvállalni a szerepet, mivel hosszasan beszélgetett Joel Schumacherrel, és úgy érezte, az új rendező nem a megfelelő irányba akarja terelni a sorozatot. Az első körben Tom Hankset és Alec Baldwint szemelték ki Michael Keaton pótlására a denevérjelmezben. A rendező épp akkor látta a Tombstone – A halott város című filmet, amiben többek közt Val Kilmer is játszott. Schumachernek ekkor támadt kedve Kilmert felkérni a szerepre.
Kilmer 1994-ben a dél afrikai esőerdőben végzett kutatásos projekteket egy új filmjéhez, mikor felhívta hollywoodi ügynöke és közölte vele, hogy ő is szóba jött a következő Batman-film címszerepére. A színész ezután megbeszélt egy időpontot a producerekkel, majd aznap éjszaka partnerével egy barlangban aludt, ahol denevérek portyáztak. Kilmer ezt egész szórakoztatónak, valamint jó jelnek tartotta.
Robin szerepére a rendező egyből Chris O’Donnellt tartotta az abszolút befutónak. A színész ekkor épp Írországban forgatta a Baráti kör című filmet, mikor látta a tévében, hogy zajlanak a szereplőválogatások az országban. Mikor a szereposztásért felelős Mali Fim országos kutatásokat tartott, Schumacherrel Londonba is ellátogattak. Londonban a szerepre csupa tinédzserkorú fiatalt látott. Köztük volt Ewan McGregor, Jude Law, Alan Cumming és Toby Stephens is. Végül mégis O’Donnellre esett a választás, aki gyerekkorában nagy rajongója volt a Batman tévésorozatnak, így igent mondott a szerepre. Érdekesség, hogy a későbbi Batman széria, a Batman: Kezdődik! és A sötét lovag című filmek címszereplője Christian Bale is jelentkezett Robin szerepére, valamint Leonardo DiCaprio is esélyes volt.
Jim Carrey az egyik első filmje, az Ace Ventura: Állati nyomozó című nagyfilmjének bemutatásakor került szóba Rébusz szerepére. A színész ekkor kezdett szupersztárrá válni, azonban Joel Schumacherrel már karrierjük legelején barátok voltak. Carrey vívódott a szerep elvállalását illetően, mivel olyan színészek között kellett játszania, akik mindent beleadtak, ő pedig úgy tartotta, valószínűleg nem lesznek vevők a saját ötleteire. A forgatás során azonban Carrey rengeteg kitűnő ötletet talált ki, amivel egyben a stábot is szórakoztatta. Valamint a sajtó olyan -később kiderített- hamis információkkal jött el, hogy a Batmant alakító Kilmer és Carrey nem jönnek ki egymással. A színész a hír kapcsán ezzel viccelődött: "Csak egy földönkívüli nem kedveli Jim Carreyt."
Kétarc szerepére Tommy Lee Jones volt az első és abszolút nyerő választás a szerepre, mivel a film producere Peter Macgregor-Scott (akivel korábban Jones az Úszó erőd és A szökevény című filmeket csinálta) és Schumacher úgy gondolta, ő lenne a megfelelő Harvey Dent kettős személyiségének megjelenítésére. Scott aznap felhívta a színészt és elküldte neki a forgatókönyvet, ám Jones nem értette, miért pont őt akarják a szerepre (a színész gyerekkorában olvasgatta a képregényt, ám Kétarc karakteréről nem hallott). Ezután Jones fia beszélte rá apját, hogy vállalja el a munkát, mivel szerinte ez egy kitűnő és kivételes lehetőség lenne, ami egy életben csak egyszer fordul elő. Jones végül elfogadta a felkérést, később pedig bevallotta, nagyon szórakoztató volt egy gonosz képregényfigurát eljátszani.
Az eredeti elképzelés szerint Rene Russo játszotta volna Chase Meridiant, de amikor Michael Keatont a fiatalabb Val Kilmerre cserélték, a női szereplőt is fiatalítani kellett. Ezután Robin Wright Penn, Jeanne Tripplehorn és Linda Hamilton is szóba került, ám végül Nicole Kidman kapta a szerepet. Dr. Chase Meridian neve egy angol szójáték, mivel a hölgy az egész filmben Batmant üldözi.

### Forgatás
A Mindörökké Batman monumentális produkciója következtében problémává vált a forgatási helyszínválasztás. A Warner Brothersnek közel 40 stúdiója volt, de egyik sem elég nagy ahhoz, hogy felépítsék a díszleteket. A filmesek végül New Yorkban forgattak.

### Díszletek

#### Gotham City
Joel Schumacher egy sokoldalú, színes várost akart megteremteni, ezért a tervezéssel Barbara Linget bízta meg. A neon fontos szerepet kapott, sokféle neonhatást hoztak létre, többek közt az 1920-as évek és az 1930-as évek neonreklámjait, melyek megragadják az ember fantáziáját. Mivel Gotham City valójában nem létezik, az alkotók inkább azt a lehetőséget választották, hogy megépítik kicsiben a várost.

#### Denevérbarlang
A barlang sokkal kiterjedtebb volt, mint az első két filmben. A tervezők a világ egyik legnagyobb harangját vették ki és így építették meg a barlang belsejét.

#### Batmobil
Az autó tervei hat hétig tartottak és öt különböző variációt dolgoztak ki. De egyik modell sem váltott ki nagy lelkesedést, majd Schumacher visszaküldte a terveket, hogy kezdjék elölről. Az ihletet egy bőrfetisiszta magazin adta. Az autó többrétegű jármű volt, három főréteg volt egymásra rakva. Először az életnagyságú modelljét csinálták meg agyagból, majd megmodellezték és öntvényt készítettek, aminek tetejére felvitték a következő szintet, majd ismét öntvényt csináltak és jött a harmadik szint, aztán végül a szerelési munkák. Összesen két modellt készítettek, egyet a forgatásra, egyet a kaszkadőröknek. Az autó sebessége érdekében egy nagy teljesítményű V8-as versenymotort raktak. A Batmobilt kizárólag kaszkadőrök vezették, kivéve mikor Chris O’Donnell próbálta meg. Végül a színész összetörte a kocsit.

### Vizuális effektusok
A komputertechnikát, a miniatűr fényképezést és szinte mindent, a trükkmesterek hozzáférhető technikai kombinációt felhasználtak a film vizuális effektusaihoz. Épp a film tervezésénél kezdődött el a digitális forradalom, ezért fel tudták használni ezeket az eszközöket, így jobbá és könnyebbé válhatott a munka.

### Zene
Joel Schumacher még jóval a film kezdete előtt felkereste a zene elkészítésével Elliott Goldenthalt. Már a hónapokkal a forgatás előtt vitatkoztak azon, hogy milyen legyen a zene, még mielőtt a forgatókönyv végleg elkészült volna. Goldenthal saját magától akart dolgozni, nem nézte vissza a többi filmet, mivel nem akarta, hogy nagyon befolyásolja más rendező, vagy más zeneszerző műve.

## Eredeti vágás
A Mindörökké Batman sok vágáson ment keresztül, mielőtt a mozikba kerülhetett volna. Joel Schumacher szerint a film sokkal sötétebb volt a végsőnél és a teljes hossza 2 óra 40 perc volt. A 10. évfordulóra kiadott DVD változaton kerül szóba:
- Eredetileg a film Kétarc szökésével indított volna. A jelenetben az egyik doktor bemegy Dent cellájába, ahol a falakra "A Denevérnek meg kell halnia" szöveg van felírva. Ez a jelenet a 15-20 perces hossza miatt nem kerülhetett bele a filmbe.
- A filmben eredetileg benne volt egy olyan jelenet, mikor Dr. Chase Meridian egy talk-showban beszélget Batmanről.
- A kaszinóbeli rablásnál Rébusz – miután nem sikerül öklével leütnie, – a biztonsági őrt szétveri a botjával.
- Alfred és Bruce megvizsgáltak volna egy Nygma Tech Boxot.
- Eredetileg Rébusz és Kétarc első találkozása sokkal hosszabb lett volna.
- Egy jelenetben látható lett volna, hogyan építik fel Nygma cégét és a szigetet.
- A film tartalmazott volna egy bölcs beszélgetést Kétarc, Rébusz, valamint Sugar és Spice között, miközben rácsatlakoznak a Nygma Boxra.
- Robin és Kétarc verekedése a szigeten sokkal hosszabb lett volna.
- Abban a jelenetben, mikor Chase Meridian ki van láncolva Rébusz bázisán eredetileg úgy ért volna véget, hogy Rébusz kiüti a nőt egy altató injekcióval.
- Közvetlenül a kaszinóbeli rablást követően Batman üldözőbe veszi Kétarcot és Rébuszt, ám Rébusz egy csavaros trükkel eltéríti a Batmobil követőrendszerét, így a Denevérember egy nevető nőkkel teli szobában köt ki.
- A legfontosabb kivágott jelenet rajta van a DVD-kiadáson is. Miután Bruce fejét eltalálták magához tér és mindenre emlékszik. Lemegy a barlangba, ahol Alfred is van, hogy a két bűnöző után induljon. Eközben felfedezi azt a részt a barlangban, ahol gyermekkorában először találkozott a denevérrel, mely befolyásolta későbbi személyiségét (korábban elmondta Chasenek, hogy ő többé nem Batman, hanem Bruce Wayne). Majd megtalálja apja, Thomas Wayne naplóját, olvasás közben pedig visszaemlékszik a haláluk napjára. Megtalálja azt a bejegyzést, ami a haláluk napján készült. Itt kiderül, hogy Bruce moziba akart menni és ő vette rá a szüleit arra, hogy mozduljanak ki otthonról. Bruce azt gondolja, hogy az a végzetes este miatta történt, majd ismét megjelenik a denevér. Ezúttal vérben forognak a szemei és sokkal nagyobb az előzőnél. Sok rajongó hajlamos volt azt hinni, ez a Batman képregények egyik szereplője, a Man-Bat, mivel nagyon hasonló volt a figurához. A film készítői többször állították, hogy nem igaz ez az állítás.
- A film végén Chase megkérdi Alfredtól: "Vége lesz valaha?". Eredetileg ez lett volna a film vége, valamint a kérdés után Batmant és Robint láttuk volna elsuhanni egy épület tetejéről. A DVD-kiadáson csak Alfred és Chase látható, Batman és Robin nem.

## Fogadtatás
Peter David és Alan Grant írta a film regényváltozatát. Dennis O'Neil és Michal Dutkiewicz készítette a képregényváltozatot. A Mindörökké Batmant 1995. június 16-án mutatták be Amerikában 2842 moziban és a nyitó hétvégén 52,78 millió dollárt hozott. 1995-ben ez volt az év legmagasabb nyitó hétvége. A film 184,3 millió dollárt hozott Észak-Amerikában, külföldön 152,2 millió dolláros bevételt, világszerte pedig, 336,53 millió dolláros bevételt produkált. A film kétségtelenül nagy pénzügyi siker volt. Sokkal többet hozott, elődjénél a Batman visszatérnél, valamint 1995 második legtöbbet hozó filmje lett (elmaradva a Toy Story – Játékháború mögött), világszerte pedig a hatodik helyen végzett.
48 kritikával a Rotten Tomatoes honlapon 44%-ot kapott a film, a kritikusok pedig szórakoztatónak, de néhol igen unalmasnak nevezték, azonban dicsérték Tommy Lee Jones és Jim Carrey karizmatikus alakítását. A 13 Top Kritikus összesítésével a film 69%-ot eredményezett, ebben a kategóriában. Hasonlóan a Metacritichez, ahol a 23 értékelő eredményeként 51 pontot kapott.
Jonathan Rosenbaum kritikus a Mindörökké Batmant csak ötéves vagy az alatti gyerekeknek ajánlotta. Peter Travers nagyban kritizálta a filmet a túl nagy kommerszizmusa miatt, ám megjegyezte, a film így sem lett túl rossz. Bár hiányolta azt a fájdalmat, amit az előző filmekben Tim Burton megfogott Batmanben, a szülei gyilkosságát illetően. Brian Lowry a Variety magazin kritikusa furcsának találta, hogy Batman és Robin ruháján a mellbimbókat is megjelentetik, valamint nem találta elég hihetőnek és eredetinek Gotham városképét, Elliott Goldenthal zenéjét pedig nem tartotta annyira felkavarónak, mint Danny Elfman filmzenéjét, az első két rész esetében.
Scott Beatty dicsérte Tommy Lee Jones alakítását, ám megjegyezte, hogy cseppet sem olyan szintű, mint amilyen Jack Nicholson Jokerének volt az első filmben. Roger Ebert pozitív kritikával illette a filmet, valamint kellemes "rágógumi mozinak" nevezte.
A filmet a 68. Oscar-gálán három kategóriában (a legjobb operatőr, a legjobb hang, a legjobb hangeffektus vágás) jelölték az aranyszoborra, ám végül a díjat egyik kategóriában sem vihette haza. A Szaturnusz-díjon a legjobb Fantasy film, smink, speciális effekt és jelmeztervezés kategóriában jelölték. A zeneszerzőt Elliott Goldenthalt jelölték Arany Glóbusz-díjra, ám ő sem kapta meg. Valamint az 1996-os MTV Movie Awardson hat kategóriában jelölték, valamint a U2 együttes "Hold Me, Thrill Me, Kiss Me, Kill Me" című számát Arany Glóbuszra és Arany Málnára a legrosszabb dal kategóriában.